# Geliermittel
Geliermittel sind Lebensmittelzusatzstoffe, die im Wasser quellen oder Wasser binden und so zur Gelierung führen. 
In der Lebensmittelzubereitung geben sie Suppen, Saucen oder Pudding eine sämige bis feste Konsistenz.
Geliermittel werden aus Vielfachzuckern oder pflanzlichen wie tierischen Proteinen hergestellt und wirken in Emulsionen stabilisierend.
| E-Nummer | Geliermittel und Verdickungsmittel                    | Verwendung | Erlaubte Tagesdosis Acceptable Daily Intake (ADI)                                          |
| -------- | ----------------------------------------------------- | --- | ------------------------------------------------------------------------------------------ |
| E 400    | Alginsäure                                            | Aspik, Backwarenfüllungen, Desserts, Gelees, Konfitüre, Marmelade, Puddingpulver, Sahne und Speiseeis                                                                                                  | –                                                                                          |
| E 401    | Natriumalginat                                        | Aspik, Backwarenfüllungen, Desserts, Gelees, Konfitüre, Marmelade, Puddingpulver, Sahne und Speiseeis                                                                                                  | –                                                                                          |
| E 402    | Kaliumalginat                                         | Aspik, Backwarenfüllungen, Desserts, Gelees, Konfitüre, Marmelade, Puddingpulver, Sahne und Speiseeis                                                                                                  | –                                                                                          |
| E 403    | Ammoniumalginat                                       | Aspik, Backwarenfüllungen, Desserts, Gelees, Konfitüre, Marmelade, Puddingpulver, Sahne und Speiseeis                                                                                                  | –                                                                                          |
| E 404    | Calciumalginat                                        | Aspik, Backwarenfüllungen, Desserts, Gelees, Konfitüre, Marmelade, Puddingpulver, Sahne und Speiseeis                                                                                                  | –                                                                                          |
| E 405    | Propylenglycolalginat                                 | Bier, Kaugummi, Soßen und Wassereis | 25 mg/kg Körpergewicht (bei 75 kg Gewicht = 1875 mg)                                       |
| E 406    | Agar-Agar                                             | Aufgüsse und Überzüge für Fleischerzeugnissen, Gelees, Joghurt, Konfitüren, Marmelade, Süßwaren und Gewürzzubereitungen                                                                                | –                                                                                          |
| E 407    | Carrageen, Furcellaran                                | Eiscreme, Dessertpulver, Dickmilcherzeugnisse, Ketchup, Puddingpulver, Sahne wärmebehandelt, Soßen, Süßigkeiten und Tortenguss                                                                         | 75 mg/kg Körpergewicht (bei 75 kg Gewicht = 5625 mg), zudem für Säuglingsnahrung untersagt |
| E 410    | Johannisbrotkernmehl                                  | Backwaren, Gelees, Gemüsekonserven, Konfitüren, Marmeladen, Milchmischgetränke, Obstkonserven und Speiseeis                                                                                            | –                                                                                          |
| E 412    | Guarkernmehl                                          | Backwaren, Gelees, Gemüsekonserven, Konfitüren, Marmeladen, Milchmischgetränke, Obstkonserven und Speiseeis                                                                                            | –                                                                                          |
| E 413    | Traganth                                              | Desserts, Fertiggerichte, Gebäck und Gebäckfüllungen, Mayonnaise, Soßen, Soßen und Speiseeis | –                                                                                          |
| E 414    | Gummi arabicum                                        | Bier, Getränkepulver, Sahnesteif, Süßwaren und Tortenguss | –                                                                                          |
| E 415    | Xanthan                                               | Backwaren, Desserts, Fischkonserven, Fleischkonserven, Gelees, Gemüsekonserven, Ketchup, Konfitüre, Marmelade, Mayonnaise, Milchmischgetränke, Obstkonserven, Sauergemüse, Suppen, Soßen und Speiseeis | –                                                                                          |
| E 416    | Karaya (Indischer Traganth)                           | Abführmittel, Blätterteiggebäck, Desserts, Eierlikör, Kartoffelchips, Kekse, Kuchenfüllungen und Überzüge, Nahrungsergänzungsmittel, Tortilla-Chips sowie Einsatz in der kosmetischen Industrie        | 12,5 mg/kg Körpergewicht (bei 75 kg Gewicht = 937,5 mg)                                    |
| E 417    | Tarakernmehl (Peruanisches Johannisbrotkernmehl)      | Aufgüsse und Überzüge für Fleischerzeugnisse, Backwaren, Gelees, Gemüsekonserven, Konfitüren, Marmeladen, Milchmischgetränke, Obstkonserven, Speiseeis, Süßwaren und Würzzubereitungen                 | –                                                                                          |
| E 418    | Gellan                                                | Füllungen für Backwaren, Gelees, Konfitüren, Marmeladen, Überzüge | –                                                                                          |
| E 440    | Pektin                                                | Backwaren, Desserts, Gelees, Gelierzucker, Konfitüren, Marmeladen, Mayonnaise, Milchmischgetränke, Soßen, Speiseeis und Tortenguss                                                                     | –                                                                                          |
| E 440ii  | Amidiertes Pektin                                     | Backwaren, Desserts, Gelees, Gelierzucker, Konfitüren, Marmeladen, Mayonnaise, Milchmischgetränke, Soßen, Speiseeis und Tortenguss                                                                     | –                                                                                          |
| E 460    | Mikrokristalline Cellulose, Cellulosepulver           | Eiscreme, Kaugummi und Scheibenkäse | –                                                                                          |
| E 461    | Methylcellulose                                       | Blätterteiggebäck, Desserts, Fischerzeugnisse, Ketchup, kalorienreduzierte Lebensmittel, Kuchen, Kekse, Mayonnaise, Soßen und Speiseeis                                                                | –                                                                                          |
| E 462    | Ethylcellulose                                        | Nahrungsergänzungspräparate und Schutzüberzüge | –                                                                                          |
| E 463    | Hydroxypropylcellulose                                | Blätterteiggebäck, Desserts, Fischerzeugnisse, Ketchup, kalorienreduzierte Lebensmittel, Kuchen, Kekse, Mayonnaise, Soßen und Speiseeis                                                                | –                                                                                          |
| E 464    | Hydroxypropylmethylcellulose                          | Blätterteiggebäck, Desserts, Fischerzeugnisse, Ketchup, kalorienreduzierte Lebensmittel, Kuchen, Kekse, Mayonnaise, Soßen und Speiseeis                                                                | –                                                                                          |
| E 465    | Methylethylcellulose                                  | Desserts, Liköre, kalorienreduzierte Lebensmittel | –                                                                                          |
| E 466    | Carboxymethylcellulose, Natriumcarboxymethylcellulose | Desserts, Cremes, Fischerzeugnisse, Fleischerzeugnisse, Fruchtzubereitungen, Kuchenfüllungen, Nüsse, Sahneerzeugnisse, Speiseeis, Süßstofftabletten, und Süßwaren                                      | –                                                                                          |

Außerdem Gelatine und Modifizierte Stärke (Gruppe: E 1404, 1410, 1412, 1413, 1414, 1420, 1422, 1440, 1442, 1450 und 1451).